# As Above, So Below
As Above, So Below is een Amerikaanse horrorfilm uit 2014, geregisseerd door John Erick Dowdle.

## Verhaal
Voor een groepje jonge ontdekkingsreizigers die zich bevinden in de Catacomben van Parijs wordt het een zeer beklemmende en angstaanjagende tocht onder de straten van Parijs. Daar bevindt zich een eeuwenoude ondergrondse begraafplaats. Als het groepje de doolhof bestaande uit botten verkent, gaat het helemaal mis.

## Rolverdeling
| Acteur         | Personage |
| -------------- | --------- |
| Perdita Weeks  | Scarlett  |
| Ben Feldman    | George    |
| Edwin Hodge    | Benji     |
| François Civil | Papillon  |
| Marion Lambert | Souxie    |
| Ali Marhyar    | Zed       |
| Cosme Castro   | La Taupe  |
| Hamid Djavadan | Reza      |